# Hans Raff
Hans Heinrich Raff (* 30. Oktober 1910 in Osterfeld; † 13. Mai 1990 in Oberhausen) war ein deutscher Langstrecken- und Hindernisläufer.

## Biografie
Hans Raff kam im heutigen Oberhausener Stadtbezirk Osterfeld zur Welt. Bei den Deutschen Meisterschaften 1936 in Berlin siegte er über 5000 Meter. Bei den wenige Wochen später stattfindenden Olympischen Spielen, die ebenfalls in Berlin ausgetragen wurden, trat er jedoch über 3000 Meter Hindernis an. Seinen Vorlauf konnte er allerdings nicht beenden und schied somit aus.
Mit seiner Olympiateilnahme sorgte Raff dafür, dass Leichtathleten aus Oberhausen dem VfL Oberhausen beitraten, wo er zu Beginn sowohl als Athlet und Trainer aktiv war. Nach dem Krieg traten er sowie alle anderen Leichtathleten des Vereins dem SC Rot-Weiß Oberhausen bei.